# Герб Мехіко
Герб Мехіко — геральдичний символ міста Мехіко, одного з тридцяти двох федеративних утворень Мексиканських Сполучених Штатів і федеральної столиці цієї країни. Він був дарований королем Іспанії Карлом I зазначеному місту 4 липня 1523 року.
Нинішній дизайн герба Мехіко було встановлено указом тодішнього голови департаменту Федерального округу Оскара Еспінози Вільярреала від 13 березня 1995 року з наміром створити дизайн, більш придатний для відтворення медіаелектроніки. Відповідно до чинного законодавства дизайн і використання щита відповідатимуть положенням Посібника із графічного зображення Уряду федерального округу, за підготовку, модифікацію та розповсюдження якого відповідатиме Головне управління соціальних комунікацій Уряду Федерального округу, заснованого на стандартних дизайнах, які вдаються до громадянської геральдики і які поширюються в медіа та установах уряду Федерального округу на основі графічних ідентифікаційних посібників, щоб чітко встановити використання та характеристики офіційних і приватних емблем кожної адміністрації.

## Актуальний дизайн
Дизайн герба федерального округу визначено в указі від 13 березня 1995 року так:
В основу проекту покладено заштриховані проєкції основних елементів, з яких складається герб, наданий місту в 1523 році, в якому виділяється центральний міст, представлений спереду у вигляді стулки, що замикається, а з боків - лише повна арка та зрізана арка, яка не торкається квадратної основи з напіварками з боків, що слугує основою для вежі з дверима та без вікон, увінчаної трьома квадратними зубцями, з боків - силуети двох розлючених левів, всі вони вписані в білий іспанський герб, у той час як зображені вище фігури окреслені подвійними лініями, заповненими на 100% чорним кольором, зовні щит матиме смугу, заповнену на 100% чорним кольором, на якій будуть розміщені десять стебел кактуса, які будуть окреслені подвійними лініями, заповненими білим кольором, в альтернативному варіанті щит матиме білу облямівку з подвійною лінією, заповненою на 100% чорним кольором, і таким же чином будуть зображені стебла кактуса, все це на основі пропорцій, наведених у графічних додатках А та В до цього декрету.

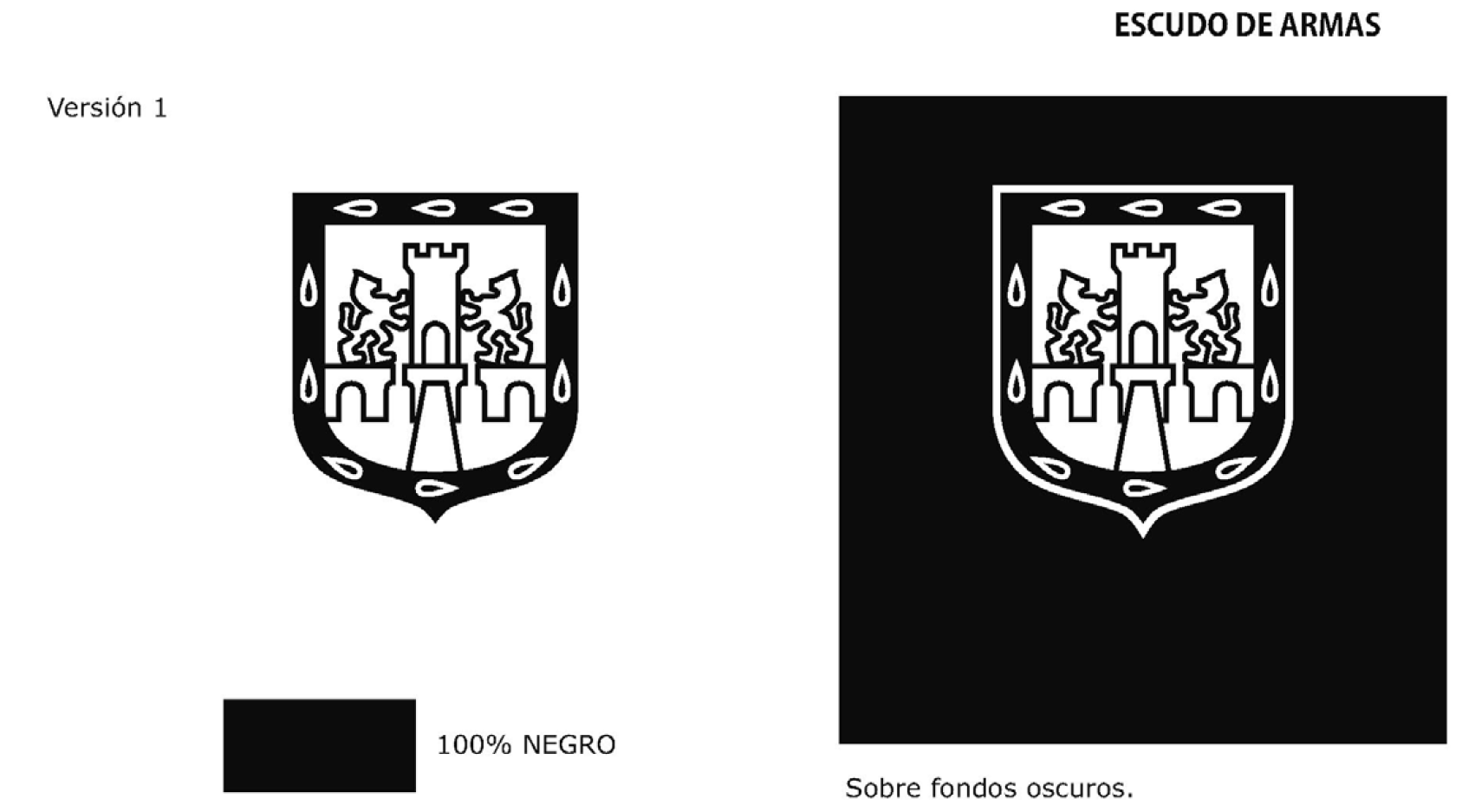
Перша версія герба федерального округу на сторінці 18 Посібника з графічної ідентифікації уряду федерального округу.

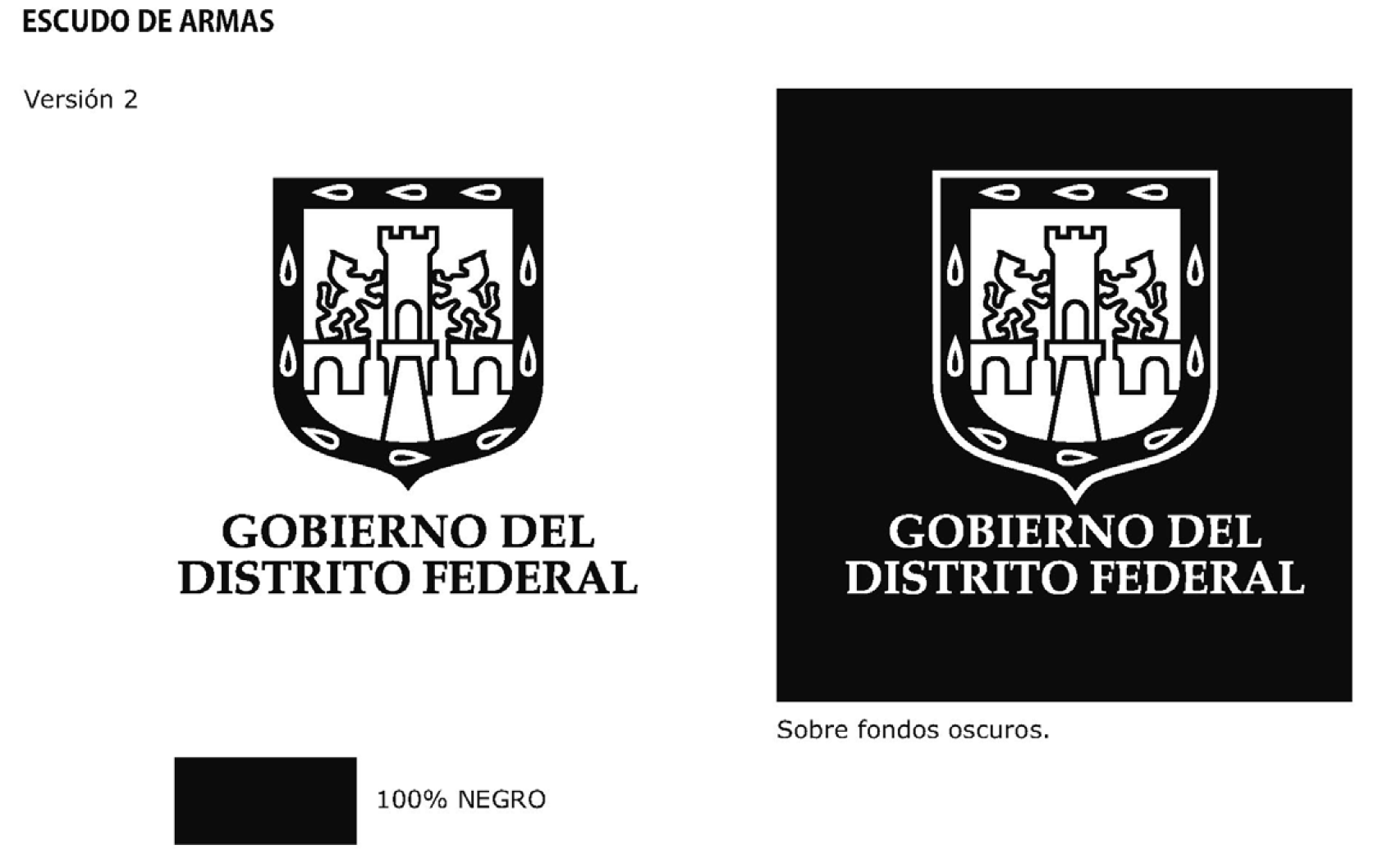
Друга версія герба федерального округу на сторінці 19 Інструкції з графічної ідентифікації уряду федерального округу.

Цей дизайн зазнав змін урядом федерального округу, які оприлюднені через «Посібник із графічної ідентифікації» уряду федерального округу. Поточний офіційний дизайн має чотири версії, як можна побачити на доданих зображеннях поточного «Посібника з графічної ідентифікації», опублікованого в «Офіційному віснику Уряду Федерального округу» № 571 20 квітня 2009 року.
Один з авторів, які досліджували герб Мехіко, Антоніо Беніньйо Рубіаль Гарсія, дійшов висновку, що релігія стала життєво важливою складовою на тлі емблеми, оскільки за допомогою неї завойовники намагалися змусити стародавніх мексиканців боятися божественної кари у випадку непокора іспанським королям, які вже продемонстрували свою економічну владу над корінним населенням. Монахи-францисканці є прикладом цих релігійних орденів у Новій Іспанії, які прибули до Мексики та сповідували велику відданість Діві Марії, а корінне населення згуртувалося навколо них. Маючи це на увазі, він зміг зрозуміти, як вони вплинули на місцевий менталітет, і попросив іспанського короля, своєю чергою, створити власний герб, який ідентифікував би їх як місто.
З іншого боку, дослідник Гонсалес Ангуло зауважує, що «історія герба Мехіко є прикладом цієї двозначності». 17 грудня 1523 року король Іспанії Карл V вирішив подарувати місту герб, який би відрізняв його: що вони мають за герб відомий їм синій щит, кольору води, на знак великої лагуни, в якій згадане місто побудоване, і золотий замок посередині, і три кам'яні мости з кар'єрного каменю, які ведуть до згаданого замку, і на кожному з двох мостів здиблений лев, який пазурами згаданого замку, так що ноги його на мосту, а лапи на замку, на знак перемоги, яку згадані християни здобули в ньому. А на облямівці десять зелених листків опунції з колючками, що ростуть у згаданій провінції, в полі.
Два здиблених леви, втілені в емблемі Мехіко, визначили сферу релігійної ідеології, яку іспанські конкістадори запозичили зі своїх батьківщин. Хоча правда, що такий герб, дарований від самого початку, символізував мир і союз для підвладних народів, він також мав значення страху перед могутнім богом: завоювання на земному рівні та завоювання на небесному рівні. Я б назвав це «всеосяжним завоюванням», яке не допустило жодної йоти повстання системі панівної іноземної династії.

## Історія
Між 1325 і 1521 роками Мехіко або Мехіко-Теночтітлан ідентифікували в кодексах через топонімічне зображення трилистого кактуса з квітучим плодом над знаком землі, як це можна побачити, наприклад, у кодексах Раміреса, Осуна і Дюрана.

Герб Мексики (міста) у Новій Іспанії, встановлений королем Іспанії Карлом I.

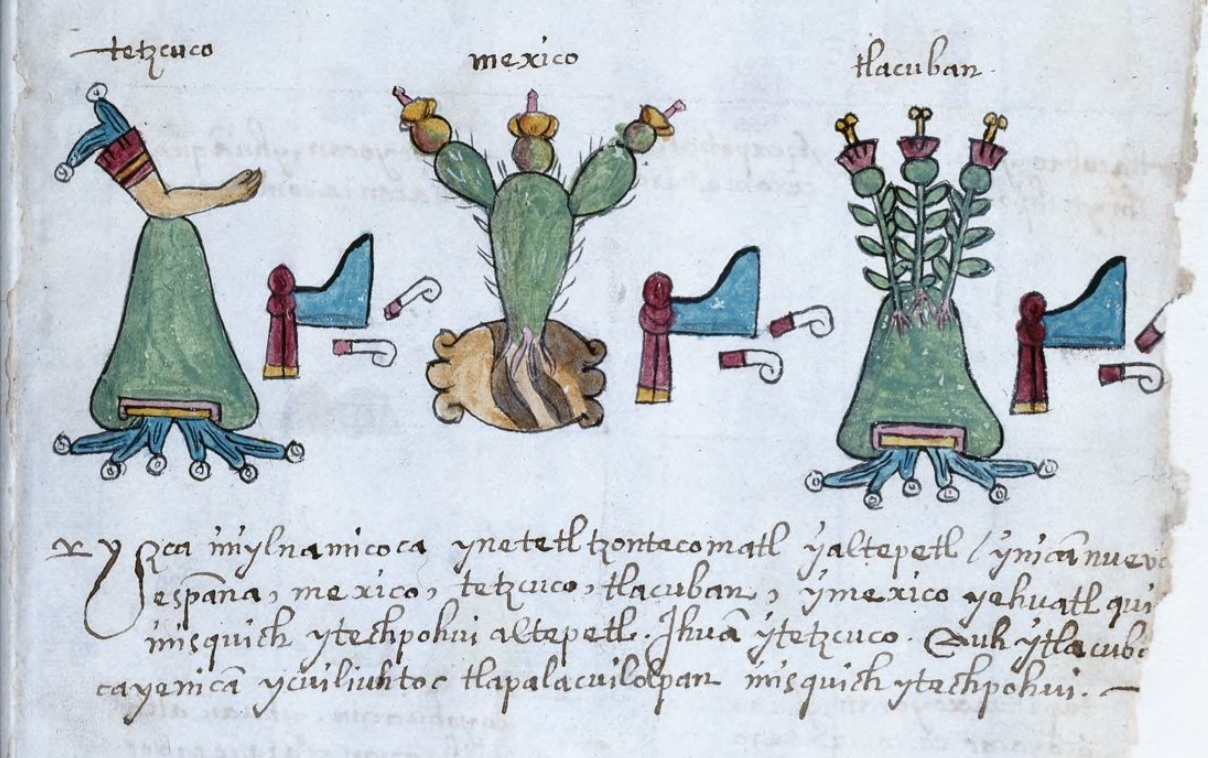
Топографічне зображення Мехіко в Кодексі Осуни.

Після завоювання Мехіко та Ацтекської імперії іспанський монарх, за європейською традицією, надає Мехіко герб і у своєму указі зазначає, що:
"Дон Карлос, Божою милістю король римлян, імператор. Вічний Авґусто, і донья Хуана, його мати, і той самий дон Карлос, тією самою милістю, королі Кастилії, Леона, Арагону та обох Сицилій... В Ім'я Нас, Ради, Правосуддя, Старійшин, Лицарів, Зброєносців, Офіцерів та Добрих Людей Великого Міста Тенокститлан-Мексика, що в Нашій Новій Іспанії, яка заснована у Великій Лагуні, пов'язали нас, що після того, як згадане Місто було завойоване іспанськими Християнами, Нашими Васалами; Досі Ми не наказували від Нашого Імені давати і вказувати герб і знаки, які вони принесуть на свої Прапори і покладуть на свої Печатки, і в інших частинах, де Міста і села цих Королівств звикли їх ставити і приносити, і вони благали Нас, з Милості Нашої; Ми дамо і вкажемо герб, який вони принесуть на Прапори згаданого Міста і покладуть на свої Печатки; І в інших речах, частинах і місцях, де це може бути необхідним; і Ми, зважаючи на те, що згадане Місто є настільки видатним, і шляхетним, і найголовнішим Містом, що дотепер, у згаданій Землі, Нами було знайдене Населеним; і сподіваємося, що так буде і надалі, на службу Господу Нашому, для зміцнення Його Святої Католицької Віри, честі та піднесення Наших Королівств, приймаючи до уваги труди та небезпеки, яких зазнали іспанські християни, Наші Васали, та їхні заслуги, а також тому, що справедливо і розумно, щоб ті, хто добре служить, мали пошану та прихильність від своїх Князів; з великої волі, яку ми маємо, щоб згадане місто було більш шляхетним і шанованим, ми маємо назавжди, і по теперішній час, робимо милість, і вказуємо на це..."
Щоб потім продовжити проєктування герба…
Що вони мають за свій відомий герб блакитний щит кольору води, на знак Великої Лагуни, в якій збудоване згадане місто, і замок, золотий, посередині, і три мости з каменю кантерія, і які вони збираються віддати в згаданий замок, по два, не доходячи до нього, на кожному із згаданих двох мостів, які повинні бути на ла-досі, Нестримного Лева, який буде прибитий до згаданого замку, так що ноги його будуть на мосту, а лапи на замку, на знак перемоги, яку здобули в ньому згадані християни, а для кордону - десять листків тунця, зеленого, з їхніми будяками, які народжуються в згаданій провінції в Кампо-Дорадо; У такому гербі, який ми даруємо згаданому місту, за його відомий герб, для тих, які ви можете приносити, ставити, і приносити, і ставити, і приносити, і ставити на знаменах, і печатках, і щитах, і прапорах, у ньому, і в інших частинах, де ви бажаєте, і де це необхідно; і згідно з тим, і як, і в тій формі, і в тому способі, що й інші міста згаданого нашого Королівства Кастилії, яким ми дали герб, приносять і ставлять їх... Дано в місті Вальядолід, четвертого дня місяця липня, року від народження Спасителя нашого Ісуса Христа, тисяча п'ятсот двадцять третього року. Я, король.

Віце-королівський щит Мексики, символ віце-королівства Нової Іспанії.

Використання герба зберігалося по всій Новій Іспанії, як це можна побачити на роялістських прапорах Війни за незалежність і на зображеннях процесій 13 серпня до Сан-Іполіто, але в епоху незалежності від нього постійно відмовлялися під час республіканського періоду, і тоді перевага була віддана гербу міської ради Мексики, який включав національного орла.
Таким чином, у період Порфіріату, використання герба Мехіко було повністю залишено, і замість нього в офіційних документах і церемоніях використовувався національний герб, і використання було зарезервовано лише для органів ради герб своєї ратуші, що входила до федерального округу.

Герб, наданий міській раді Мехіко іспанською монархією в 1534 року.

1929 року, після зникнення міських рад, які складали Федеральний округ, і їх перетворення на політичні делегації, герб Мехіко знову став емблемою муніципалітету Мексики, який на той час називався Центральним Департамент починає використовуватися як неофіційна емблема федерального округу.

Логотип на основі офіційного герба Департаменту Федерального округу, який використовувався в 1986 році під час регентства Рамона Агірре Веласкеса.

Між 1929 і 1995 роками Департамент федерального округу встановив різні символи як офіційний герб, більшість з яких складалися з літер його ініціалів (DDF), а для композиції використовувалися комбінації кольорів чорний і білий, чорний і помаранчевий або чорний і мексиканський рожевий, і останній був найпоширенішим. У 1970 році зі зникненням Центрального департаменту та його поділом на делегації Мігеля Ідальго, Беніто Хуареса, Куаутемока та Венустіано Карранси, а також зі зміною статті 44 Політичної конституції Мексиканських Сполучених Штатів та органічного закону окружного департаменту Федеральний, герб Мехіко почав використовуватися департаментами департаменту Федерального округу як щит Федерального округу як взаємозамінні.
Цей неофіційний щит схожий на іспанські щити, але більш квадратний, з кам'яною вежею замість замку, який повинен мати три вежі, з одним вікном і без основи, тому мости, здається, досягають вежі вище ніж його основа. Центральний міст, зі свого боку, представлений похилим і має дві арки внизу; межа, яка його оточує, тягнеться до краю щита.
У 670-ту річницю заснування Мехіко, що відзначається 13 березня 1995 року, тодішній глава департаменту федерального округу пан Оскар Еспіноса Вільярреал офіційно встановлює герб Мехіко. Федеральний округ Мексики, заснований на зміні статті 44 Політичної конституції Мексиканських Сполучених Штатів.
Герб щит характеризувався дев'ятьма листками опунції замість традиційних десяти, які були в оригінальному дизайні, а також представляв левів з язиком. У березні 1997 року тодішній голова уряду Федерального округу, інженер Куаутемок Карденас Солорзано, змінив указ від 13 березня 1995 року, за допомогою якого було додано десятий лист кактуса, підпис глави уряду Федерального округу та нижня пластина, остання для додання стійкості конструкції.
З урядом Андреса Мануеля Лопеса Обрадора у 2000 році до герба було додано стилізацію першого аркуша Кодексу Мендосіно, який був представлений охрою, зеленим і чорним кольорами на білому тлі. Ця форма щита не була добре прийнята і була залишена як логотип адміністрації 2000–2006 років.
З приходом адміністрації 2006–2012 років герб повернувся до чорно-білого кольору без стилізації під Кодекс Мендосіно, а Логотипом було встановлено зображення крилатої перемоги на Монументі незалежності Мехіко. Цікаво, що з 2000 року адміністрації федерального округу додали печатку, яка офіційно називається комплементом і використовується в канцелярських та неофіційних документах (наприклад, у рекламі). У доповненні написано: «Місто з капіталом».

## Суперечки

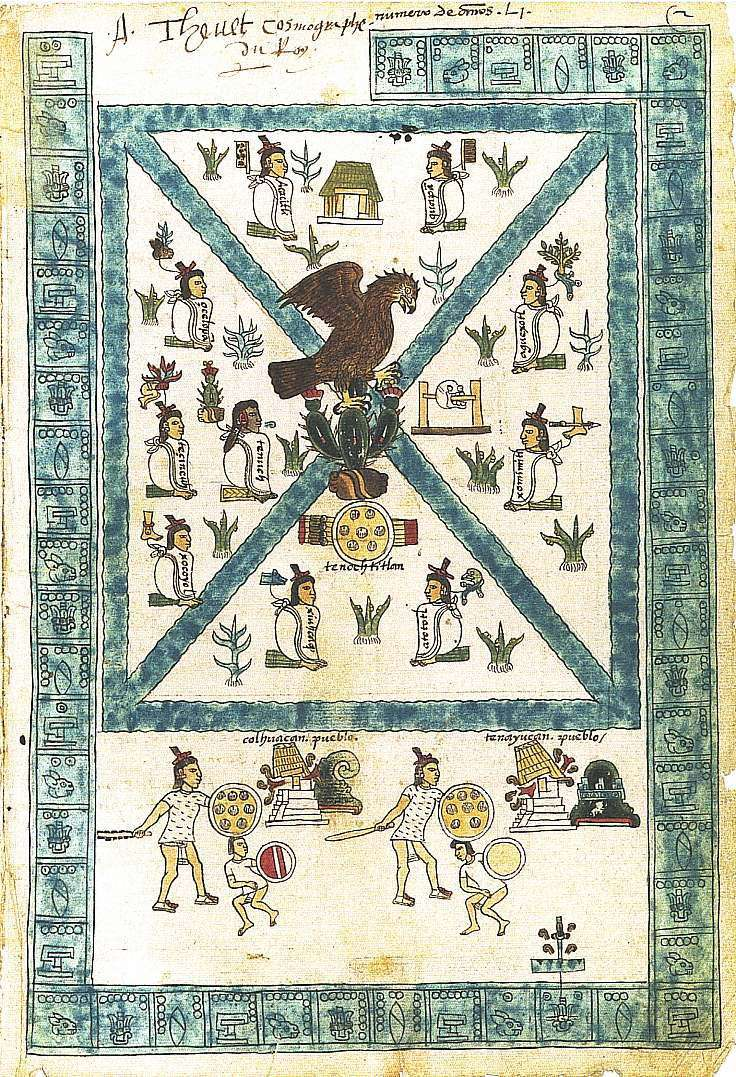
Фоліо 2 Кодексу Мендоси, який використовується як неофіційний герб Мехіко.

Використання герба Мехіко як офіційного герба Федерального округу Мехіко викликало кілька суперечок. Наприклад, деякі міста у федеральному окрузі, навіть старші за сам Мехіко, деякі з них сьогодні офіційно називаються політичними делегаціями, такі як Койоакан, Аскапоцалько, Вілья-де-Гуадалупе, Тлалпан або Шочімілько, кілька разів виступали проти його використання, оскільки вони вважали це централістичним нав'язуванням, і це було однією з причин, чому адміністрація Порфіриста відмовилася від його офіційного використання.
У XX столітті, у зв'язку зі святкуванням сторіччя незалежності, у 1910 році був проведений конкурс на зміну герба Мехіко, оскільки вважалося образливим використовувати герб, який символізував іспанське панування в Мехіко. Цей конкурс так і не був завершений через Мексиканську революцію.
У 1997 році, під час перших виборів глави уряду федерального округу, кілька голосів піднялися за зміну герба, який ототожнювався з правою ідеологією, на відміну від партії, яка виграла вибори. Так, під час правління Андреса Мануеля Лопеса Обрадора була зроблена спроба замінити його на щит, заснований на другій сторінці кодексу Мендоси.

## Історичні герби

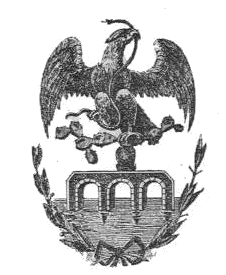
Неіснуючий герб ється в першому дизайні нинішнього герба штату Мексика між 1941 і 1977 роками.
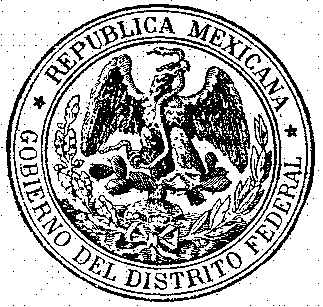
Офіційний герб Федерального округу з середини ХІХ століття до 1960-х років.
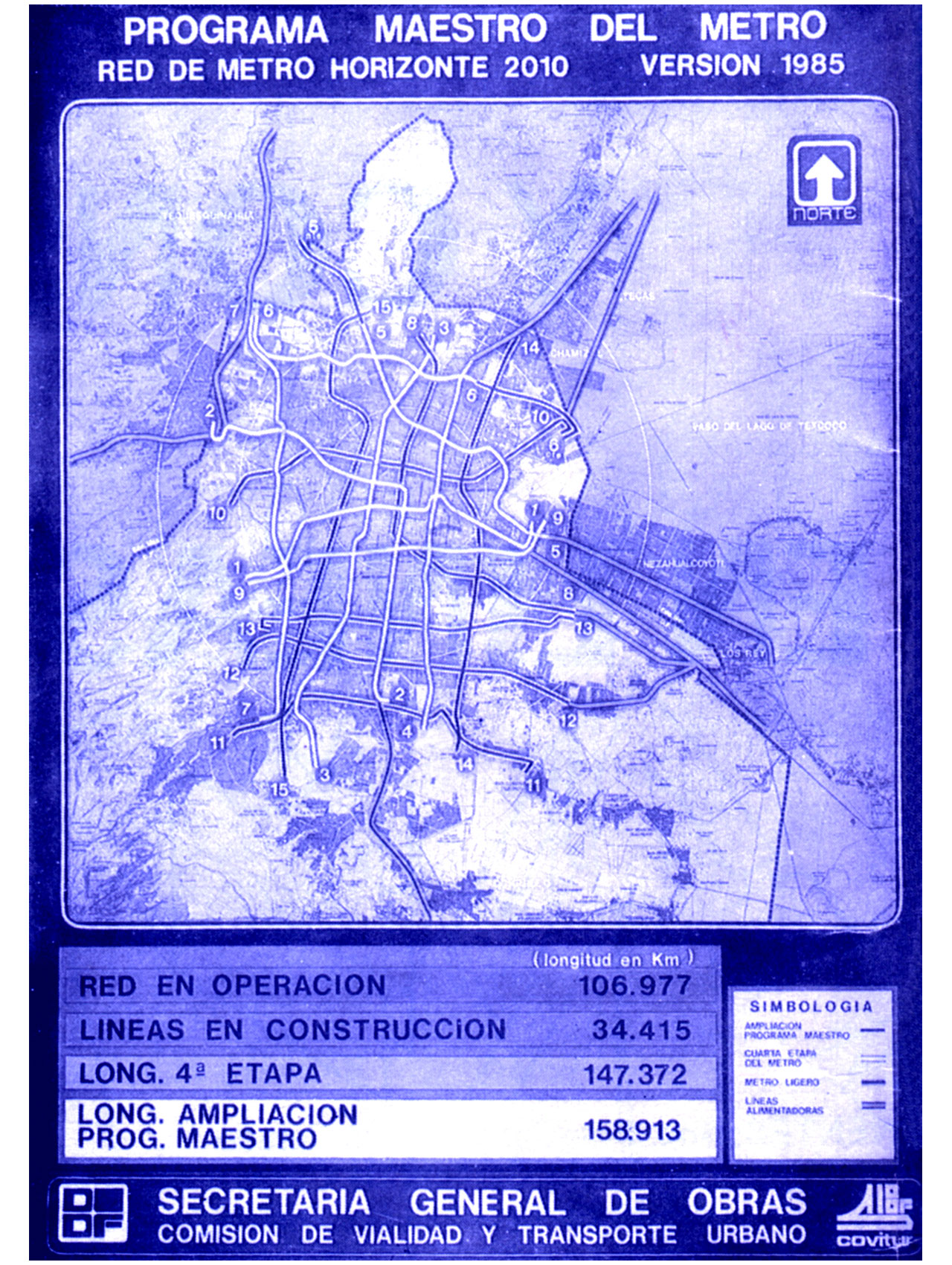
Схема магістерської програми метрополітену, версія 1985 року. Внизу ліворуч старий герб Федерального окружного департаменту, що діяв з кількома модифікаціями між 1940 і 1994 роками.
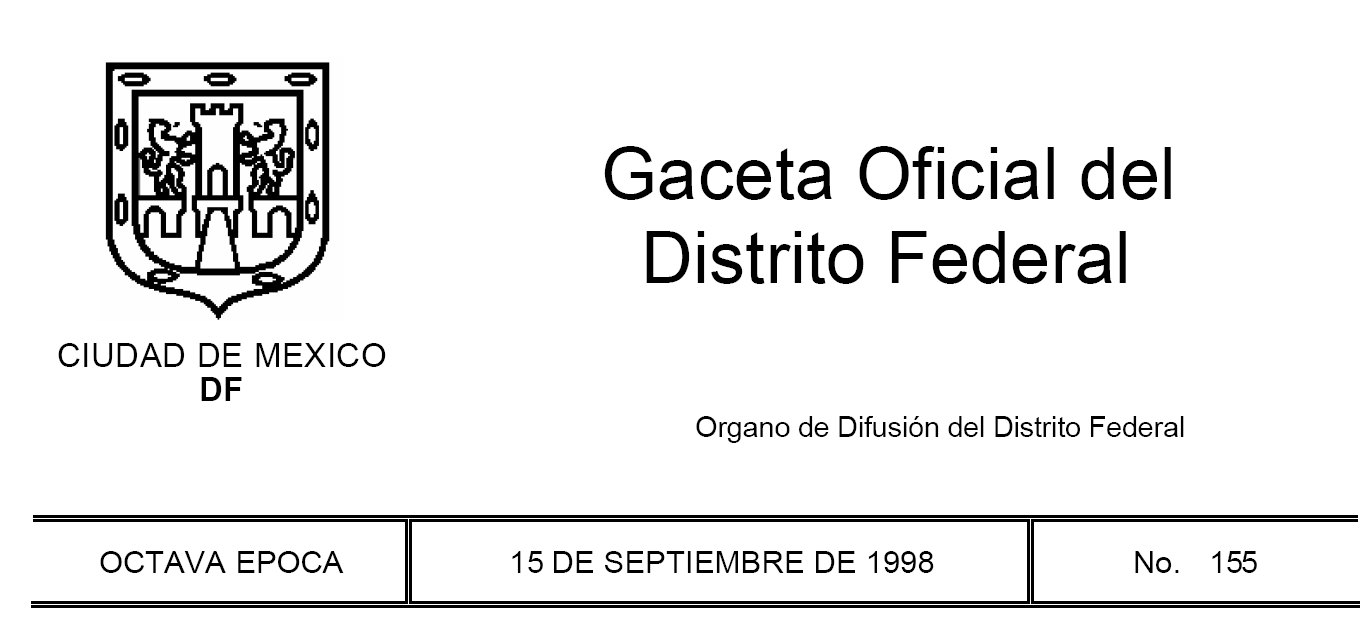
Оригінальна версія герба Федерального округу, використана в 1998 році, в копії Офіційного вісника уряду Федерального округу. Зверніть увагу, що на ньому лише дев'ять кактусових листків.
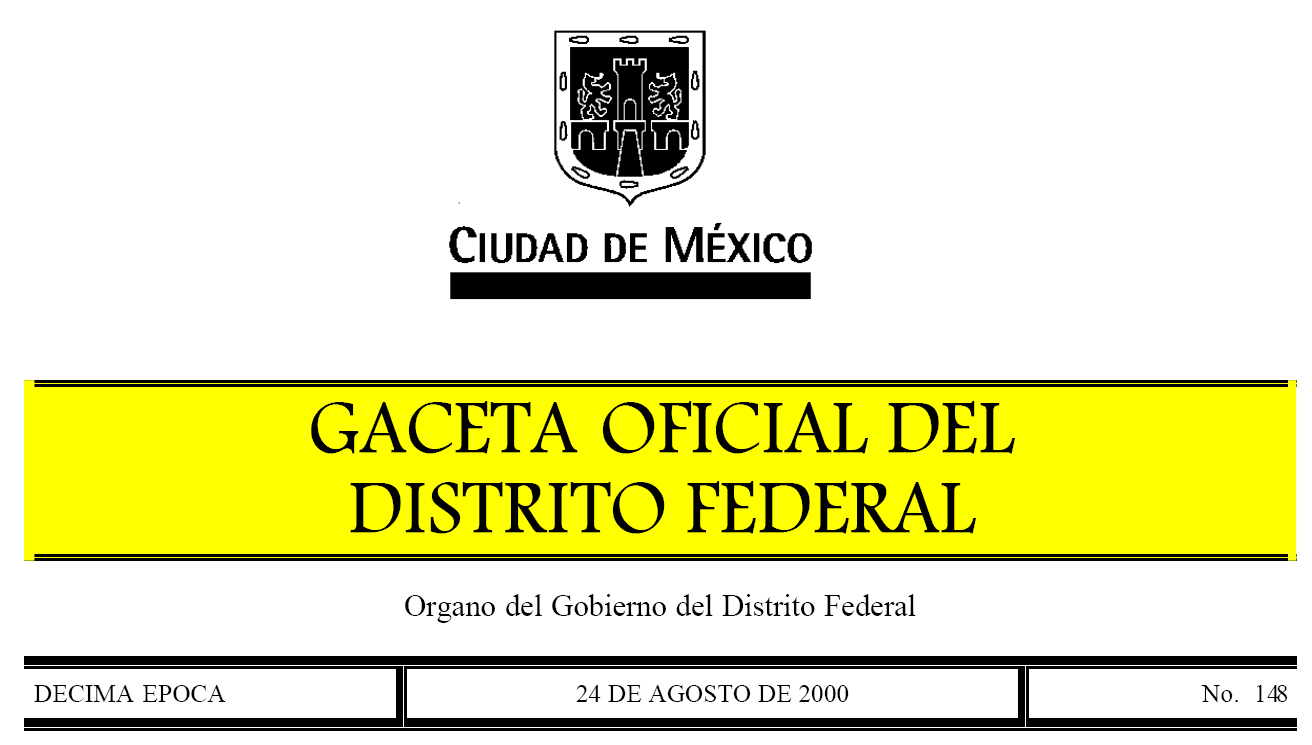
Версія герба Федерального округу, використана у 2000 році, за часів уряду інженера Куаутемока Карденаса Солорзано в копії Офіційного вісника уряду Федерального округу. Зверніть увагу на десять кактусових листків і відсутність язиків у левів.
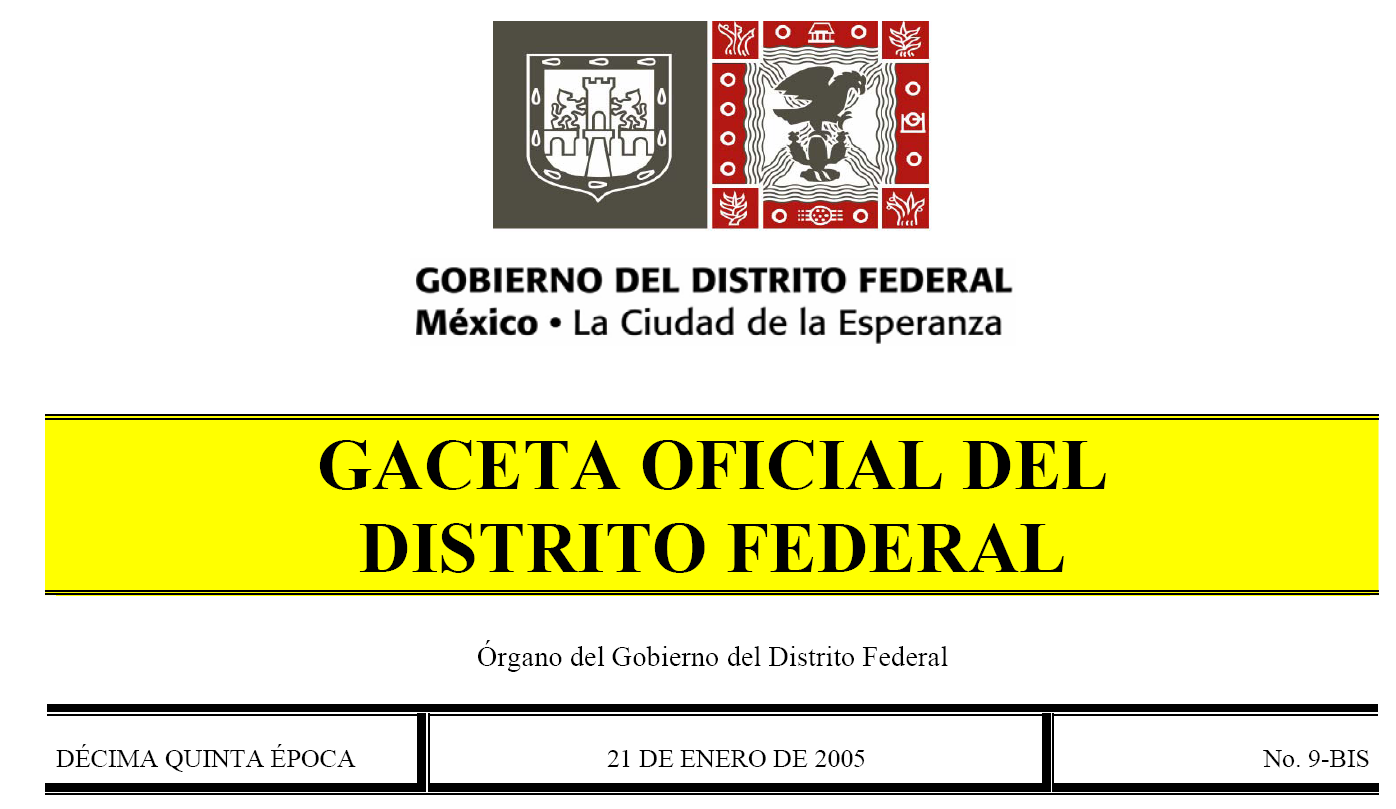
Версія герба, що вперше була опублікована в 2005 року за уряду Андреса Мануеля Лопеса Обрадора в примірнику «Офіційний вісник Уряду Федерального округу». Зверніть увагу в стилі іншої сторінки Кодекс Мендоси.
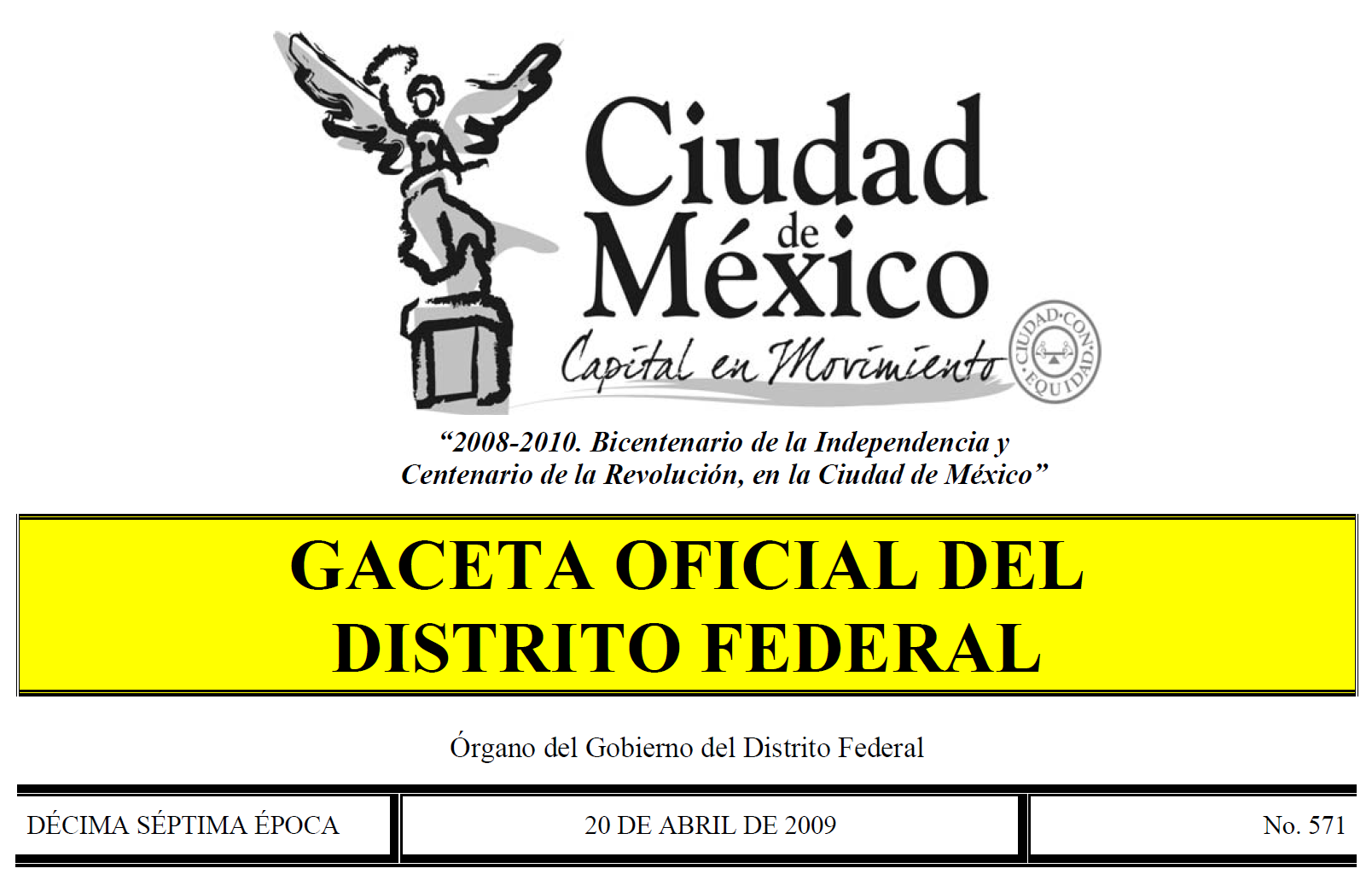
Заміна герба Федерального округу на логотип адміністрації уряду Федерального округу 2006-2012 років на чолі з Марсело Ебрардом Касабоном у випуску Офіційного вісника уряду Федерального округу 2000 року.
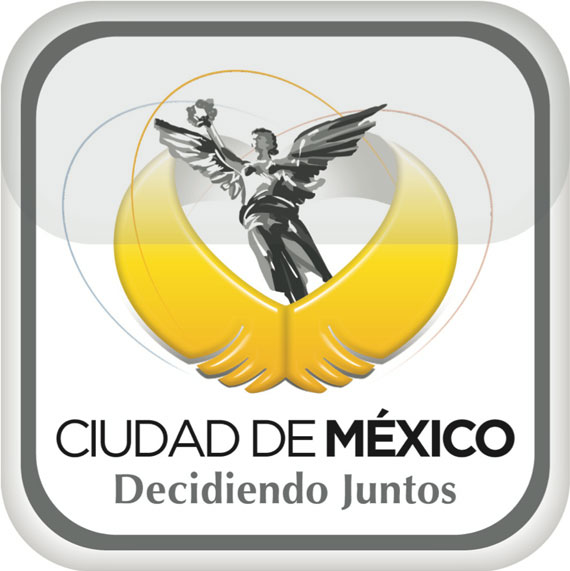
Логотип адміністрації Федерального округу 2012-2018 на чолі з Мігелем Анхелем Мансерою.
Логотип адміністрації Мехіко 2018-2024 на чолі з Клаудією Шейнбаум.

## Герби муніципалітетів Мехіко

Герб, наданий тодішньому місту Койоакан 24 липня 1561 року Феліпе II і який слугував муніципальним гербом до 1928 року, коли він став гербом делегації.
Герб, наданий тодішньому місту Сошимілко 4 березня 1559 року Філіпом II. Використовувався за часів муніципального режиму, коли Сошимілко очолював муніципалітет або префектуру, зараз він є предметом суперечки між Мільпа-Альта та Сошимілко.
Герб, який використовували мешканці тодішньої міста Аскапоцалько, особливо у віце-королівський період. Цей герб є сумішшю місцевих та іспанських елементів, і його найвідоміша версія з'являється у так званому Колі Тепанекайотля, хоча його можна побачити на кількох будинках в Аскапоцалько.
Герб вілли де Гваделупа, наданий іспанською короною у 1790 році.
Герб міста Такуба, наданий у 1564 році разом із присвоєнням Такубі статусу міста і використовувався як муніципальний герб до 31 грудня 1928 року, коли муніципалітет було ліквідовано.

Примітка: ці міста керували муніципальною територією до політичної реформи 1929 року, коли за указом вони були перетворені на судно-муніципальні адміністративні одиниці, які офіційно називалися політичними делегаціями.

## Використання герба

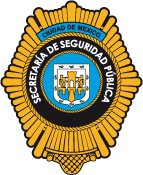
Герб Секретаріату громадської безпеки Федерального округу (Secretaría de Seguridad Pública del Distrito Federal), що використовується з 1981 року. У центрі ви можете побачити стару версію герба, що використовувалася для позначення Центрального департаменту.